# Масено
Масено (суахили Maseno) — город на западе Кении.
Расположен на трассе Кисуму — Бусиа, в 20 км на северо-запад от Кисуму. Другая дорога соединяет Масено с городом Вихига, расположенном в 15 км на восток.
Население региона в 1999 году насчитывало 65304 человека, из которых 2199 человек позиционировали себя как городские жители.
Университет Масено является градообразующим заведением, так как жизнь местного населения сосредоточена на обслуживании инфраструктуры учебного заведения.
Известным уроженцем Масено является бывший премьер-министр страны Раила Одинга.